# Oratorio di Santa Maria delle Grazie (Firenze)
L'oratorio di Santa Maria delle Grazie è un luogo di culto cattolico del centro storico di Firenze, situato sul lungarno Diaz, nei pressi del ponte alle Grazie.

## Storia e descrizione
Fu costruito nel 1874 dall'architetto Vittorio Bellini per conto dei Mori Ubaldini nel giardino del palazzo Alberti-Malenchini, là dove fin dal Duecento avevano le loro case gli Alberti; l'oratorio ospita l'immagine ritenuta miracolosa della Madonna delle Grazie, attribuita al Maestro della Santa Cecilia (fine XIII-inizi XIV secolo).
Il dipinto, commissionato dagli Alberti, fu trasferito alla fine del XIX secolo nell'attuale oratorio dal tabernacolo della cappellina posta sull'ultimo pilone verso nord del ponte, già detto di Rubaconte, e poi denominato alle Grazie per la devozione che la sacra immagine suscitava nel popolo fiorentino. L'oratorio subì notevoli danni durante la guerra e l'alluvione del 1966.
L'interno è costituito da un unico ambiente rettangolare coperto da una cupola con lanterna (quest'ultima esternamente celata all'interno di un'altana); il pavimento è in marmo e reca, al centro, lo stemma della famiglia dei Mori Ubaldini-Alberti. Sull'altare laterale di destra vi è il dipinto Sogno di san Giuseppe di Antonio Ciseri (XIX secolo, restaurato nel 2016).
In un coretto che si apre nella parete di sinistra dell'aula, invisibile dal basso, si trova l'organo a canne Agati opus 536, costruito nel 1873. Lo strumento è a trasmissione integralmente meccanica e dispone di 11 registri; la sua consolle, a finestra, dispone di un unico manuale e pedale.

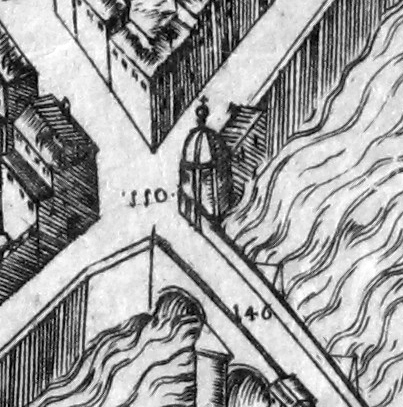
L'antico oratorio nella Pianta del Buonsignori
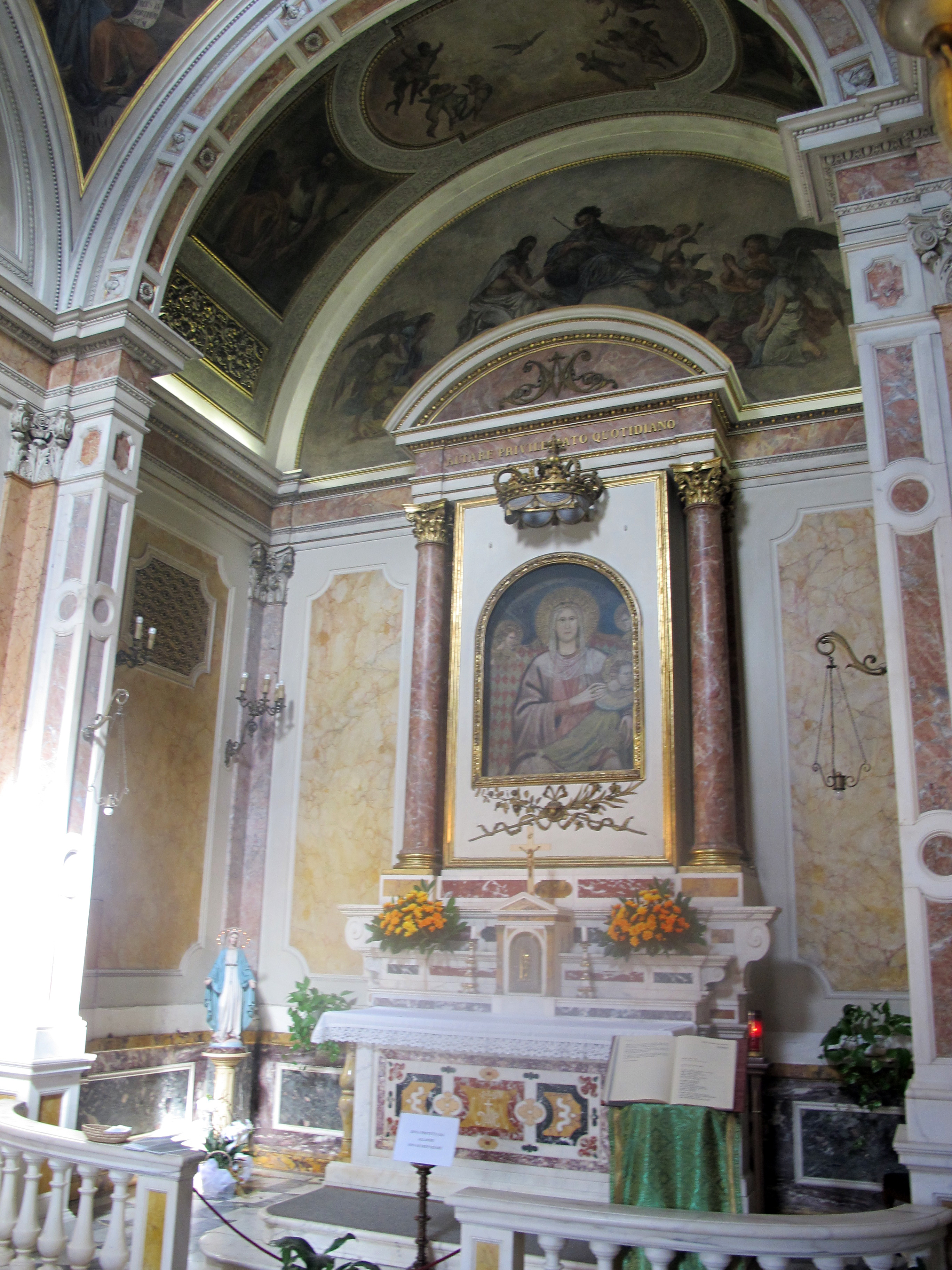
Interno
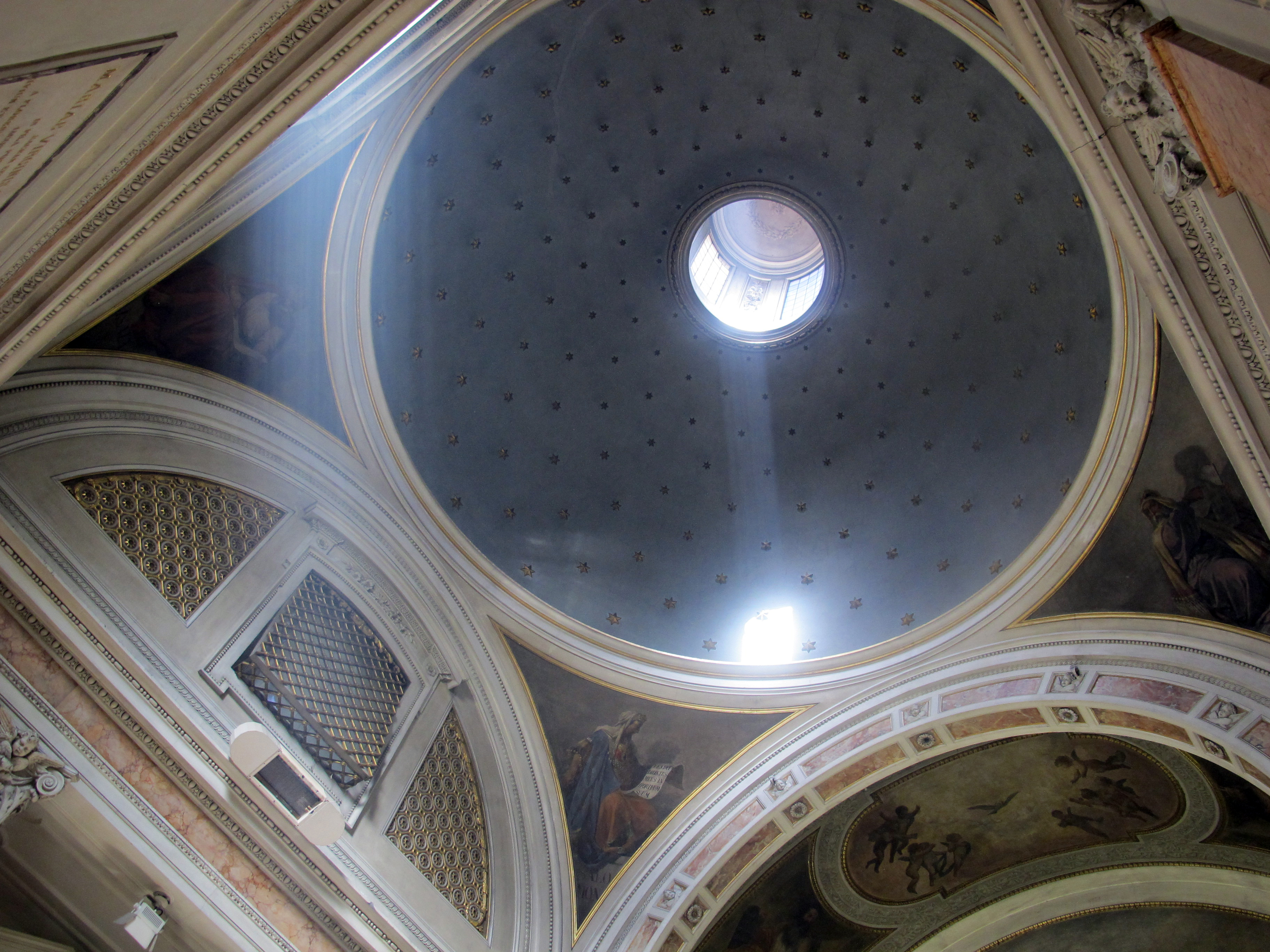
Cupola
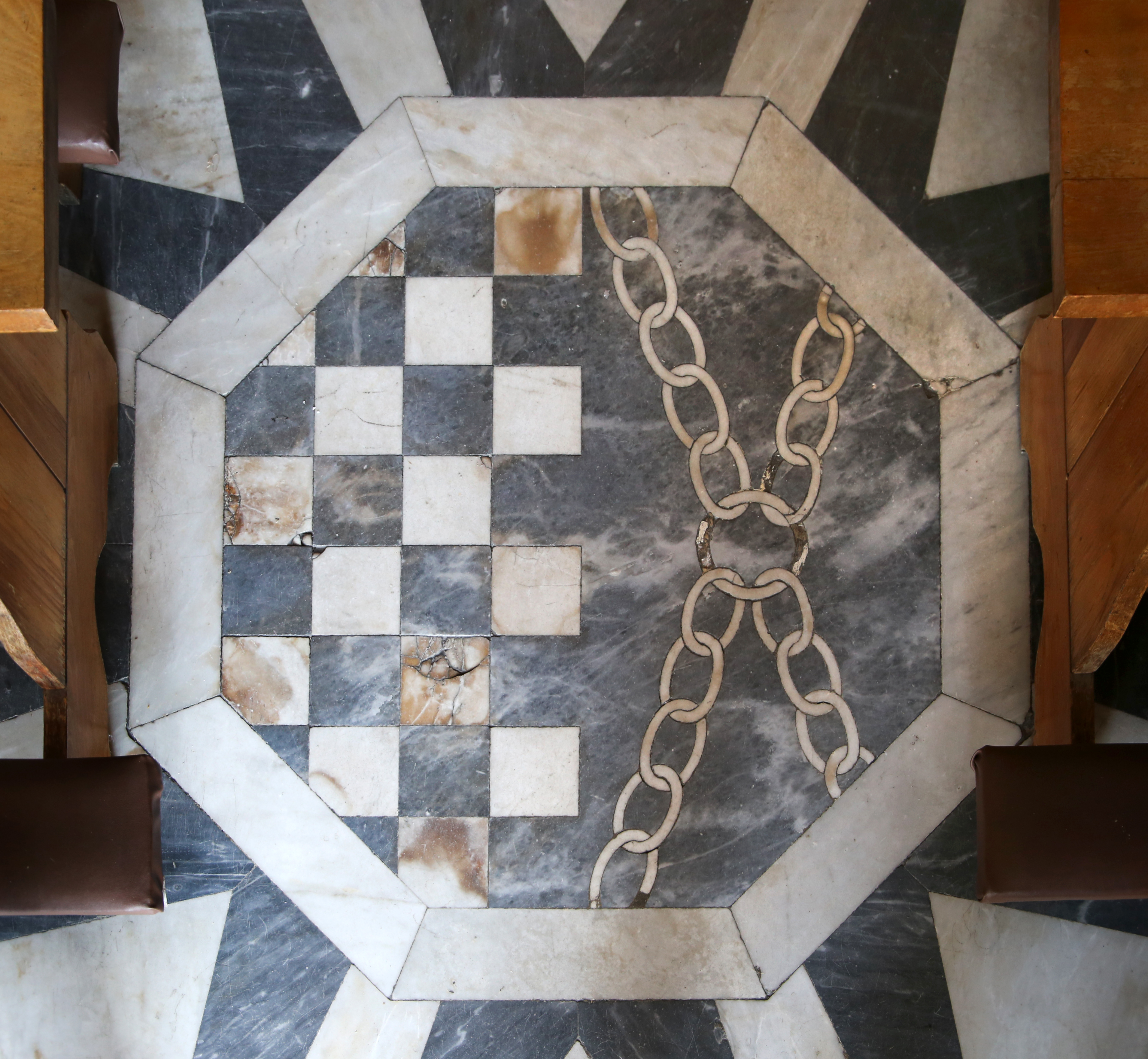
Stemma dei Mori Ubaldini-Alberti
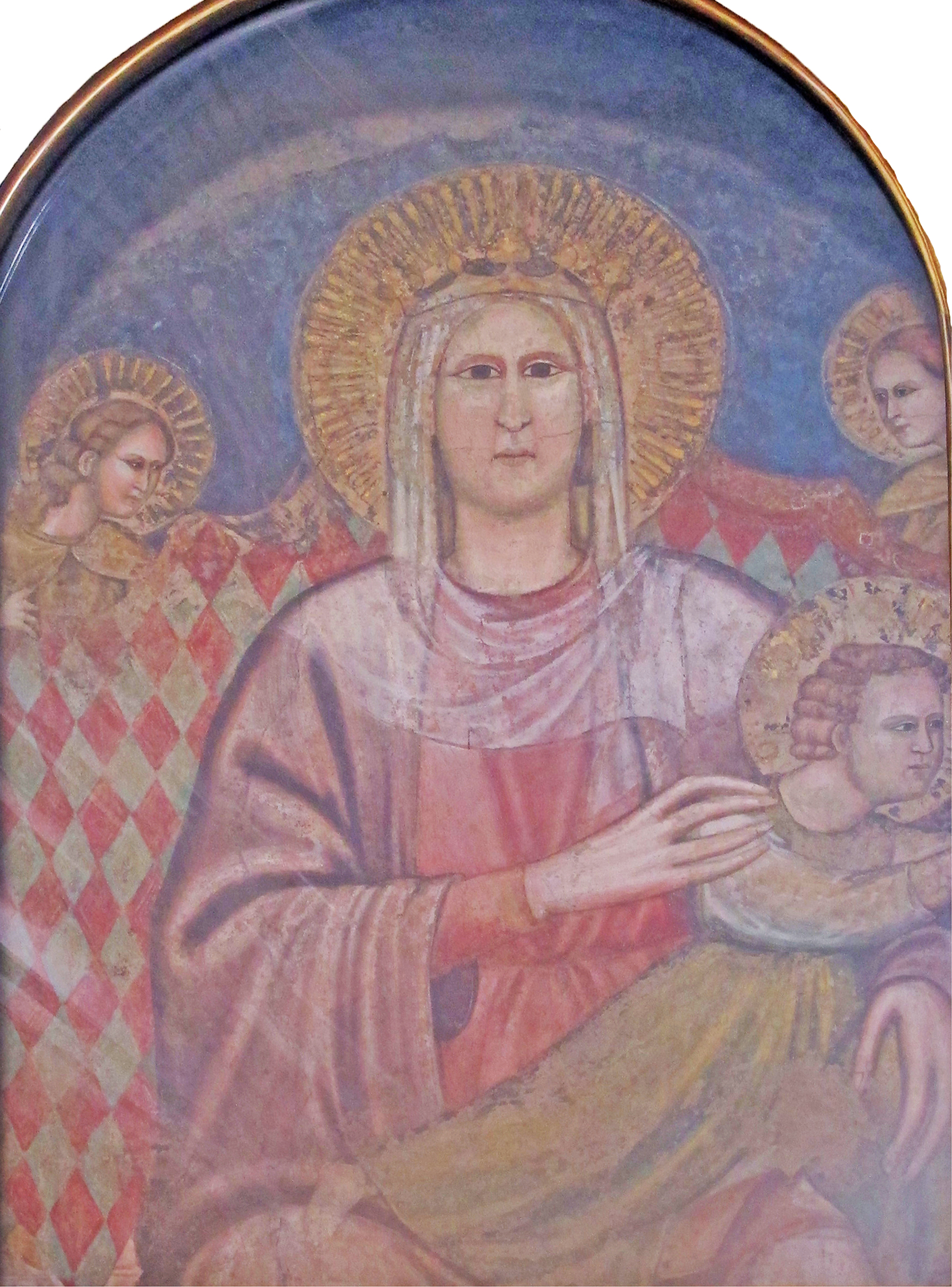
Madonna delle Grazie
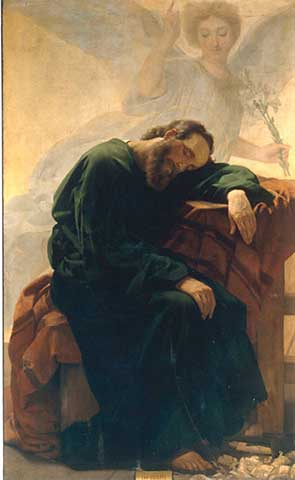
Sogno di San Giuseppe di Antonio Ciseri

### Lapidi
Nel 2014 è stata posta all'esterno una lapide che ne ricorda la storia e, tramite un disegno, la sua collocazione originaria presso il ponte:
| IL 7 FEBBRAIO 1874 L'IMMAGINE DI SANTA MARIA DELLE GRAZIE CHE SI TROVAVA NELL'ANTICA CAPPELLINA VOLUTA DA JACOPO ALBERTI NEL 1374 SULLA PRIMA PILA DEL PONTE ALLE GRAZIE VENNE TRASFERITA IN QUESTO ORATORIO BENEDETTO IL 22 MAGGIO 1874 DALL'ARCIVESCOVO MONS. LIMBERTI 22 MAGGIO 2014 |